# Eckener
Eckener är en udde i Antarktis. Den ligger i Västantarktis. Argentina, Chile och Storbritannien gör anspråk på området.
Terrängen inåt land är kuperad åt nordost, men åt sydost är den bergig. Havet är nära Eckener åt nordväst. Trakten är obefolkad. Det finns inga samhällen i närheten. 